# Legnano Basket Knights 2017-2018
Questa voce raccoglie le informazioni riguardanti il Legnano Basket Knights nelle competizioni ufficiali della stagione 2017-2018.

## Verdetti stagionali
Competizioni nazionali
- Serie A2:

stagione regolare: 3º posto su 16 squadre (18 vittorie e 12 sconfitte).
playoff: eliminazione agli ottavi di finale da parte dello Scaligera Basket Verona (3 sconfitte);
- Coppa Italia:

non qualificata.

## Stagione
La stagione 2017-2018 del Legnano Basket Knights, sponsorizzata dalla FCL Contract, è la quarta della storia del club nel secondo livello del campionato italiano di pallacanestro, la Serie A2. Per i Knights il campionato si conclude con il 3º posto nel girone Ovest, frutto di 18 vittorie, 12 sconfitte, 2.352 punti fatti e 2.230 punti subiti (differenza: +122 punti), che permettono ai legnanesi di realizzare 36 punti in classifica, a 8 lunghezze dalla Junior Libertas Pallacanestro, che vince il girone.
Ai play-out i Knights vengono eliminati agli ottavi di finale dallo Scaligera Basket Verona (3 sconfitte), mentre in Coppa Italia 2018 i legnanesi non riescono a qualificarsi a causa della loro posizione in classifica al 3 gennaio 2018, giorno in cui il Legnano Basket Knights ha disputato l'11ª giornata di campionato, turno individuato dalla Federazione Italiana Pallacanestro per determinare quali delle squadre della Serie A2 avrebbero partecipato alla Coppa Italia, che si è svolta tra il 2 e il 4 marzo 2018.

## Maglie
| Casa | Trasferta | Terza divisa |

## Organigramma societario
Aggiornato al 9 maggio 2018.
- Presidente: Marco Tajana
- Consiglieri: Guido Azario, Marco Barlocco, Franco Bonazza, Angelo Bugatti, Ambrogio Cacia, Bruno Carabelli, Marco Cavalleri, Renzo Croci, Gianmario Dell'Acqua, Ezio Garavaglia, Roberto Garavaglia, Franco Gavosto, Alessandro Giglio, Manfred Grudmann, Mario Landini, Mattia Mesceri, Francesco Ordine, Matteo Parma, Daniele Tamborini, Giuliano Tognati, Enrico Verità
- Direttore generale: Maurizio Basilico
- Direttore commerciale: Massimo Majoni
- Segreteria generale: Lorenzo Prandi
- Segreteria amministrativa: Michela Lunghini
- Responsabile ufficio stampa: Massimiliano Giudici
- Responsabile campo: Matteo Parma
- Responsabile biglietteria: Chiara Scala
- Responsabile eventi: Elena Longhin

- Allenatore: Mattia Ferrari
- Assistenti: Alberto Mazzetti, Silvio Saini e Davide Giglietti
- Preparatore atletico: Alessandro Marelli
- Responsabile statistiche: Enrico Lattuada
- Responsabile arbitri: Maurizio Porceddu
- Medici sociali: Federico Valli e Vincenzo Saitta
- Fisioterapista: Pietro Mantoan

## Roster
Aggiornato al 9 maggio 2018.
| Legnano Basket Knights 2016-2017 | Legnano Basket Knights 2016-2017 |
| Giocatori                        | Staff tecnico                    |
| -------------------------------- | -------------------------------- |

| N. | Naz.                                   | Ruolo | Nome                 | Anno | Alt.   | Peso   |  |
| -- | -------------------------------------- | ----- | -------------------- | ---- | ------ | ------ |  |
| 5  | Italia (bandiera)                      | PG    | Simone Tomasini      | 1993 | 196 cm | 90 kg  |  |
| 6  | Italia (bandiera)                      | P     | Alessandro Zanelli   | 1992 | 187 cm | 80 kg  |  |
| 7  | Italia (bandiera)                      | P     | Edoardo Roveda       | 1998 | 185 cm | 68 kg  |  |
| 8  | Italia (bandiera)                      | AP    | Alessandro Civaschi  | 1999 | 201 cm | 103 kg |  |
| 9  | Italia (bandiera)                      | AG    | Federico Maiocco (C) | 1983 | 201 cm | 95 kg  |  |
| 13 | Italia (bandiera)                      | G     | Matteo Martini       | 1992 | 195 cm | 88 kg  |  |
| 15 | Italia (bandiera)                      | C     | Luca Gazineo         | 1997 | 203 cm | 87 kg  |  |
| 16 | Italia (bandiera)                      | G     | Francesco Biraghi    | 1999 | 189 cm | 77 kg  |  |
| 17 | Italia (bandiera)                      | AP    | Daniele Toscano      | 1993 | 196 cm | 96 kg  |  |
| 18 | Italia (bandiera)                      | G     | Gabriele Berra       | 2000 | 192 cm | 80 kg  |  |
| 20 | Italia (bandiera)                      | C     | Francesco Gastoldi   | 1997 | 200 cm | 94 kg  |  |
| 21 | Italia (bandiera)                      | AG    | Paolo Tosi           | 1999 | 203 cm | 91 kg  |  |
| 30 | Stati Uniti (bandiera)                 | PG    | Nik Raivio           | 1986 | 192 cm | 91 kg  |  |
| 33 | Italia (bandiera)                      | AP    | Filippo Secco        | 1997 | 196 cm | 85 kg  |  |
| 34 | Italia (bandiera)                      | AG    | Giorgio Panizza      | 1999 | 192 cm | 83 kg  |  |
| 42 | Stati Uniti (bandiera)                 | C     | William Mosley       | 1989 | 203 cm | 100 kg |  |
| 55 | Italia (bandiera) · Albania (bandiera) | AC    | Rei Pullazi          | 1993 | 203 cm | 100 kg |  |

| Allenatore |
| - Mattia Ferrari |
| Assistente/i |
| - Alberto Mazzetti - Silvio Saini - Davide Giglietti Legenda - (C) Capitano - (IN) Inattivo - Infortunato Roster Aggiornato al: 9 maggio 2018 |

## Mercato
Aggiornato al 9 maggio 2018.

### Sessione estiva
| Acquisti | Acquisti            | Acquisti                     | Acquisti |
| R.       | Nome                | da                           | Modalità |
| -------- | ------------------- | ---------------------------- | -------- |
| PG       | Simone Tomasini     | Sangiorgese Basket           | -        |
| P        | Alessandro Zanelli  | N.P.C. Rieti                 | -        |
| P        | Edoardo Roveda      | Aba Legnano                  | -        |
| AP       | Alessandro Civaschi | Aba Legnano                  | -        |
| C        | Luca Gazineo        | Isernia Basket               | -        |
| G        | Francesco Biraghi   | Sangiorgese Basket           | -        |
| AP       | Daniele Toscano     | Bottegone Basket Sant'Angelo | -        |
| G        | Gabriele Berra      | Aba Legnano                  | -        |
| AG       | Paolo Tosi          | Aba Legnano                  | -        |
| AP       | Filippo Secco       | Aba Legnano                  | -        |
| AG       | Giorgio Panizza     | Aba Legnano                  | -        |

| Cessioni | Cessioni                     | Cessioni             | Cessioni |
| R.       | Nome                         | a                    | Modalità |
| -------- | ---------------------------- | -------------------- | -------- |
| AP       | Matteo Frassineti            | Eurobasket Roma      | -        |
| P        | Matteo Palermo               | Scaligera Verona     | -        |
| AG       | Francesco Ikechukwu Ihedioha | Jesi Academy         | -        |
| C        | Michael Sacchettini          | Tigers Forlì         | -        |
| C        | Edoardo Tognati              | BasketBall Gallarate | -        |
| A        | Luca Battilana               | Sangiorgese Basket   | -        |
| PG       | Andreas Rinke                | -                    | -        |

### Dopo l'inizio della stagione
| Acquisti                                                | Acquisti | Acquisti | Acquisti | Acquisti |
| R.                                                      | Nome     | da       | Data     | Modalità |
| ------------------------------------------------------- | -------- | -------- | -------- | -------- |
| Nessun giocatore è stato acquistato durante la stagione |          |          |          |          |

| Cessioni                                            | Cessioni | Cessioni | Cessioni | Cessioni |
| R.                                                  | Nome     | a        | Data     | Modalità |
| --------------------------------------------------- | -------- | -------- | -------- | -------- |
| Nessun giocatore è stato ceduto durante la stagione |          |          |          |          |

## Risultati

### Serie A2

#### Regular season

##### Girone di andata
| Arbitri: | Enrico Bartoli Giacomo Dori Moreno Almerigogna |

|                                       |            |                   |
| Lee Roberts 17                        | Punti      | 22 Nikolas Raivio |
| Giuliano Maresca 2 Tommaso Baldasso 2 | Assist     | 4 Nikolas Raivio  |
| Aaron Thomas 11                       | Rimbalzi   | 8 Nikolas Raivio  |
| Fabio Corbani                         | Allenatori | Mattia Ferrari    |

| Arbitri: | Gianluca Gagliardi Andrea Longobucco Marco Catani |

|                   |            |                       |
| Nikolas Raivio 25 | Punti      | 26 Hrvoje Vucic       |
| Nikolas Raivio 6  | Assist     | 4 Bruno Mascolo       |
| William Mosley 11 | Rimbalzi   | 9 Bruno Mascolo       |
| Mattia Ferrari    | Allenatori | Francesco Ponticiello |

| Arbitri: | Jacopo Pazzaglia Giacomo Dori Moreno Almerigogna |

|                     |            |                    |
| Marcus Keene 20     | Punti      | 23 Nikolas Raivio  |
| Roberto Rullo 3     | Assist     | 5 Federico Maiocco |
| DeShawn Stephens 11 | Rimbalzi   | 10 Nikolas Raivio  |
| Riccardo Paolini    | Allenatori | Mattia Ferrari     |

| Arbitri: | Dino Seghetti Leonardo Solfanelli Edoardo Gonella |

|                   |            |                                                 |
| Nikolas Raivio 31 | Punti      | 21 Jazzmarr Ferguson                            |
| Nikolas Raivio 7  | Assist     | 3 Timothy Jermaine Bowers 3 Albano Chiarastella |
| Nikolas Raivio 9  | Rimbalzi   | 10 Timothy Jermaine Bowers                      |
| Mattia Ferrari    | Allenatori | Michele Carrea                                  |

| Arbitri: | Mauro Moretti Luca Maffei Stefano Del Greco |

|                       |            |                     |
| Nikolas Raivio 32     | Punti      | 21 Marco Laganà     |
| Alessandro Zanelli 13 | Assist     | 5 Andrea Pastore    |
| William Mosley 13     | Rimbalzi   | 10 Benjamin Raymond |
| Mattia Ferrari        | Allenatori | Franco Gramenzi     |

| Arbitri: | Gabriele Gagno Angelo Caforio Fabio Ferretti |

|                   |            |                                     |
| Luca Cesana 13    | Punti      | 17 Nikolas Raivio                   |
| Alan Voskuil 4    | Assist     | 5 Nikolas Raivio 5 Federico Maiocco |
| Bryce Douvier 8   | Rimbalzi   | 8 William Mosley                    |
| Adriano Vertemati | Allenatori | Mattia Ferrari                      |

| Arbitri: | Alessio Dionisi Luca Bonfante Francesco Meneghini |

|                      |            |                  |
| Matteo Martini 20    | Punti      | 26 Andrew Pacher |
| Alessandro Zanelli 5 | Assist     | 8 Chris Roberts  |
| William Mosley 8     | Rimbalzi   | 11 Andrew Pacher |
| Mattia Ferrari       | Allenatori | Marco Calvani    |

| Arbitri: | Alessandro Costa Marco Pierantozzi Christian Mottola |

|                      |            |                                       |
| Brandon Jefferson 25 | Punti      | 20 Matteo Martini                     |
| Andrea Renzi 5       | Assist     | 3 Nikolas Raivio 3 Alessandro Zanelli |
| Jesse Perry 8        | Rimbalzi   | 10 William Mosley                     |
| Ugo Ducarello        | Allenatori | Mattia Ferrari                        |

| Arbitri: | Sergio Noce Pasquale Pecorella Alberto Perocco |

|                       |            |                    |
| Alessandro Zanelli 15 | Punti      | 22 Melvin Johnson  |
| Matteo Martini 4      | Assist     | 7 Paulius Sorokas  |
| Nikolas Raivio 8      | Rimbalzi   | 12 Paulius Sorokas |
| Mattia Ferrari        | Allenatori | Lorenzo Pansa      |

| Arbitri: | Marco Vita Enrico Boscolo Angelo Valerio Bramante |

|                           |            |                      |
| DeShawn Sims 23           | Punti      | 23 Nikolas Raivio    |
| Michael Brandon Deloach 8 | Assist     | 5 Alessandro Zanelli |
| Mitchell Poletti 9        | Rimbalzi   | 8 Nikolas Raivio     |
| Andrea Turchetto          | Allenatori | Mattia Ferrari       |

| Arbitri: | Enrico Bartoli Claudio Di Toro Salvatore Nuara |

|                   |            |                        |
| Matteo Martini 15 | Punti      | 21 Marco Ammannato     |
| Nikolas Raivio 5  | Assist     | 5 Gabriele Spizzichini |
| William Mosley 12 | Rimbalzi   | 15 Brandon Sherrod     |
| Mattia Ferrari    | Allenatori | Giovanni Perdichizzi   |

| Arbitri: | Federico Brindisi Alessandro Buttinelli Daniele Valleriani |

|                              |            |                    |
| Simone Pepe 20               | Punti      | 19 Matteo Martini  |
| Ruben Zugno 3 Jalen Cannon 3 | Assist     | 5 Federico Maiocco |
| Pendarvis Williams 11        | Rimbalzi   | 10 Rei Pullazi     |
| Franco Ciani                 | Allenatori | Mattia Ferrari     |

| Arbitri: | Alessandro Tirozzi Umberto Tallon Marcello Callea |

|                   |            |                   |
| Nikolas Raivio 20 | Punti      | 20 Devin Ebanks   |
| Nikolas Raivio 9  | Assist     | 8 Elston Turner   |
| William Mosley 11 | Rimbalzi   | 7 Marko Simonovic |
| Mattia Ferrari    | Allenatori | Giulio Griccioli  |

| Arbitri: | Alberto Scrima Stefano Wassermann Aydin Azami |

|                   |            |                       |
| Nikolas Raivio 15 | Punti      | 15 Brett Blizzard     |
| Nikolas Raivio 3  | Assist     | 6 Jamarr Sanders      |
| William Mosley 7  | Rimbalzi   | 13 Aleksandar Marcius |
| Mattia Ferrari    | Allenatori | Marco Ramondino       |

| Arbitri: | Alessandro Martolini Luca Maffei Alberto Morassutti |

|                                    |            |                       |
| Zaid Hearst 19                     | Punti      | 21 Alessandro Zanelli |
| Claudio Tommasini 3 Angelo Gigli 3 | Assist     | 6 Simone Tomasini     |
| Jamal Olasewere 7 Angelo Gigli 7   | Rimbalzi   | 7 Rei Pullazi         |
| Alessandro Rossi                   | Allenatori | Mattia Ferrari        |

##### Girone di ritorno
| Arbitri: | Stefano Ursi Michele Capurro Leonardo Solfanelli |

|                                       |            |                       |
| Alessandro Zanelli 29                 | Punti      | 28 Lee Roberts        |
| Alessandro Zanelli 4 Nikolas Raivio 4 | Assist     | 3 Aaron Thomas        |
| William Mosley 8                      | Rimbalzi   | 8 Lee Roberts         |
| Mattia Ferrari                        | Allenatori | Francesco Ponticiello |

| Arbitri: | Gabriele Gagno Luca Bonfante Edoardo Gonella |

|                    |            |                                   |
| Elston Turner 23   | Punti      | 21 Nikolas Raivio                 |
| Jermaine Thomas 3  | Assist     | 5 Nikolas Raivio 5 Matteo Martini |
| Guglielmo Caruso 8 | Rimbalzi   | 13 William Mosley                 |
| Maurizio Bartocci  | Allenatori | Mattia Ferrari                    |

| Arbitri: | Massimiliano Filippini Andrea Longobucco Paolo Puccini |

|                   |            |                     |
| Matteo Martini 31 | Punti      | 21 Marcus Keene     |
| Nikolas Raivio 6  | Assist     | 5 Roberto Rullo     |
| Matteo Martini 11 | Rimbalzi   | 8 Lorenzo Bucarelli |
| Mattia Ferrari    | Allenatori | Riccardo Paolini    |

| Arbitri: | Gianluca Capotorto Jacopo Pazzaglia Andrea Valzani |

|                        |            |                       |
| Amedeo Tessitori 17    | Punti      | 22 Alessandro Zanelli |
| 4 Albano Chiarastella  | Assist     | 6 Federico Maiocco    |
| Albano Chiarastella 12 | Rimbalzi   | 8 Nikolas Raivio      |
| Michele Carrea         | Allenatori | Mattia Ferrari        |

| Arbitri: | Giulio Pepponi Valerio Salustri Corrado Triffiletti |

|                       |            |                    |
| Benjamin Raymond 19   | Punti      | 17 Daniele Toscano |
| Riccardo Tavernelli 6 | Assist     | 3 Federico Maiocco |
| Benjamin Raymond 8    | Rimbalzi   | 15 William Mosley  |
| Franco Gramenzi       | Allenatori | Mattia Ferrari     |

| Arbitri: | Andrea Masi Giampaolo Marota Sebastiano Tarascio |

|                                |            |                   |
| Alessandro Zanelli 22          | Punti      | 15 Tony Easley    |
| Nikolas Raivio 6               | Assist     | 5 Alan Voskuil    |
| Nikolas Raivio 7 Rei Pullazi 7 | Rimbalzi   | 12 Andrea Pecchia |
| Mattia Ferrari                 | Allenatori | Adriano Vertemati |

| Arbitri: | Angelo Caforio Pasquale Pecorella Christian Mottola |

|                       |            |                                                                           |
| Andrew Pacher 19      | Punti      | 18 Nikolas Raivio                                                         |
| Patrick Baldassarre 7 | Assist     | 4 Alessandro Zanelli 4 Simone Tomasini                                    |
| Andrew Pacher 10      | Rimbalzi   | 5 Nikolas Raivio 5 Alessandro Zanelli 5 William Mosley 5 Federico Maiocco |
| Marco Calvani         | Allenatori | Mattia Ferrari                                                            |

| Arbitri: | Alex D'Amato Stefano Wassermann Stefano Del Greco |

|                      |            |                                    |
| Nikolas Raivio 22    | Punti      | 16 Andrea Renzi                    |
| Alessandro Zanelli 6 | Assist     | 3 Andrea Renzi 3 Brandon Jefferson |
| William Mosley 13    | Rimbalzi   | 10 Jesse Perry                     |
| Mattia Ferrari       | Allenatori | Ugo Ducarello                      |

| Arbitri: | Gianluca Gagliardi Andrea Longobucco Alberto Morassutti |

|                                |            |                                       |
| Melvin Johnson 20              | Punti      | 12 Nikolas Raivio                     |
| Luca Garri 6                   | Assist     | 2 Nikolas Raivio 2 Alessandro Zanelli |
| Paulius Sorokas 9 Luca Garri 9 | Rimbalzi   | 11 William Mosley                     |
| Lorenzo Pansa                  | Allenatori | Mattia Ferrari                        |

| Arbitri: | Carmelo Lo Guzzo Luca Maffei Moreno Almerigogna |

|                      |            |                     |
| Nikolas Raivio 22    | Punti      | 32 DeShawn Sims     |
| Alessandro Zanelli 8 | Assist     | 9 Alessandro Piazza |
| William Mosley 15    | Rimbalzi   | 5 Luca Cesana       |
| Mattia Ferrari       | Allenatori | Andrea Turchetto    |

| Arbitri: | Alessandro Tirozzi Alberto Scrima Damiano Capozziello |

|                                                              |            |                                                                      |
| Andrew Lawrence 25                                           | Punti      | 19 Nikolas Raivio                                                    |
| Marco Santiangeli 4 Marco Ammannato 4 Gabriele Spizzichini 4 | Assist     | 4 Simone Tomasini 4 Alessandro Zanelli                               |
| Marco Ammannato 8                                            | Rimbalzi   | 6 Nikolas Raivio 6 Alessandro Zanelli 6 William Mosley 6 Rei Pullazi |
| Giovanni Perdichizzi                                         | Allenatori | Mattia Ferrari                                                       |

| Arbitri: | Alessandro Costa Jacopo Pazzaglia Leonardo Solfanelli |

|                                        |            |                      |
| Nikolas Raivio 26                      | Punti      | 20 Marco Evangelisti |
| Alessandro Zanelli 5 Simone Tomasini 5 | Assist     | 7 Jalen Cannon       |
| William Mosley 14                      | Rimbalzi   | 10 Jalen Cannon      |
| Mattia Ferrari                         | Allenatori | Franco Ciani         |

| Arbitri: | Sergio Noce Valerio Salustri Alessandro Saraceni |

|                    |            |                   |
| Tomas Kyzlink 25   | Punti      | 26 William Mosley |
| Lorenzo Saccaggi 5 | Assist     | 5 Simone Tomasini |
| Lorenzo Saccaggi 5 | Rimbalzi   | 5 Simone Tomasini |
| Matteo Mecacci     | Allenatori | Mattia Ferrari    |

| Arbitri: | Federico Brindisi Umberto Tallon Luca Bonfante |

|                      |            |                   |
| Niccolò Martinoni 16 | Punti      | 14 Rei Pullazi    |
| Jamarr Sanders 5     | Assist     | 8 Nikolas Raivio  |
| Niccolò Martinoni 10 | Rimbalzi   | 10 William Mosley |
| Marco Ramondino      | Allenatori | Mattia Ferrari    |

| Arbitri: | Giulio Pepponi Claudio Di Toro Paolo Puccini |

|                    |            |                     |
| Simone Tomasini 19 | Punti      | 15 Angelo Gigli     |
| Nikolas Raivio 7   | Assist     | 5 Claudio Tommasini |
| William Mosley 14  | Rimbalzi   | 10 Angelo Gigli     |
| Mattia Ferrari     | Allenatori | Alessandro Rossi    |

#### Play off
| Arbitri: | Calogero Cappello Michele Centonza Simone Patti |

|                       |            |                 |
| Alessandro Zanelli 32 | Punti      | 22 Andrea Amato |
| Simone Tomasini 6     | Assist     | 8 Andrea Amato  |
| William Mosley 13     | Rimbalzi   | 9 Mattia Udom   |
| Mattia Ferrari        | Allenatori | Luca Dalmonte   |

| Arbitri: | Sergio Noce Pasquale Pecorella Daniele Valleriani |

|                      |            |                                |
| William Mosley 17    | Punti      | 18 Phillip Greene              |
| Alessandro Zanelli 4 | Assist     | 5 Andrea Amato                 |
| William Mosley 16    | Rimbalzi   | 5 Phillip Greene 5 Iris Ikangi |
| Mattia Ferrari       | Allenatori | Luca Dalmonte                  |

| Arbitri: | Nicola Beneduce Michele Capurro Marco Catani |

|                   |            |                                                 |
| Phillip Greene 28 | Punti      | 20 Nikolas Raivio                               |
| Andrea Amato 6    | Assist     | 6 Alessandro Zanelli                            |
| Mattia Udom 11    | Rimbalzi   | 9 Nikolas Raivio 9 Rei Pullazi 9 William Mosley |
| Luca Dalmonte     | Allenatori | Mattia Ferrari                                  |

## Statistiche
Aggiornato al 11 maggio 2018.

### Statistiche di squadra
| Competizione | Punti | In casa | In casa | In casa | In casa | In casa | In trasferta | In trasferta | In trasferta | In trasferta | In trasferta | Totale | Totale | Totale | Totale | Totale | Totale |
| Competizione | Punti | G       | V       | P       | Ptf     | Pts     | G            | V            | P            | Ptf          | Pts          | G      | V      | P      | Ptf    | Pts    | Diff.  |
| ------------ | ----- | ------- | ------- | ------- | ------- | ------- | ------------ | ------------ | ------------ | ------------ | ------------ | ------ | ------ | ------ | ------ | ------ | ------ |
| Serie A2     | 36    | 15      | 12      | 3       | 1223    | 1087    | 15           | 6            | 9            | 1129         | 1143         | 30     | 19     | 11     | 2352   | 2230   | +122   |
| Play-off     | -     | 2       | 0       | 2       | 151     | 159     | 1            | 0            | 1            | 87           | 72           | 3      | 0      | 3      | 230    | 243    | -13    |
| Totale       | -     | 17      | 12      | 5       | 1374    | 1246    | 16           | 6            | 10           | 1216         | 1215         | 33     | 19     | 14     | 2582   | 2473   | +109   |

### Statistiche dei giocatori

#### In campionato
| Giocatore             | Pun. | Pr. | Min. | Falli | Falli | Tiri da 2 | Tiri da 2 | Tiri da 2 | Tiri da 3 | Tiri da 3 | Tiri da 3 | Tiri Liberi | Tiri Liberi | Tiri Liberi | Rimbalzi | Rimbalzi | Rimbalzi | Stopp. | Stopp. | Palle | Palle | Ass | Val. |
| Giocatore             | Pun. | Pr. | Min. | C     | S     | R         | T         | %         | R         | T         | %         | R           | T           | %           | O        | D        | T        | D      | S      | P     | R     | Ass | Val. |
| --------------------- | ---- | --- | ---- | ----- | ----- | --------- | --------- | --------- | --------- | --------- | --------- | ----------- | ----------- | ----------- | -------- | -------- | -------- | ------ | ------ | ----- | ----- | --- | ---- |
| Tomasini Simone       | 218  | 28  | 554  | 64    | 44    | 46        | 101       | 46        | 26        | 62        | 42        | 48          | 60          | 80          | 16       | 37       | 53       | 1      | 6      | 33    | 19    | 54  | 183  |
| Zanelli Alessandro    | 367  | 30  | 901  | 66    | 109   | 48        | 95        | 51        | 69        | 187       | 37        | 64          | 74          | 86          | 19       | 61       | 80       | 0      | 7      | 47    | 29    | 112 | 402  |
| Roveda Edoardo        | 15   | 19  | 83   | 14    | 7     | 2         | 5         | 40        | 3         | 11        | 27        | 2           | 6           | 33          | 2        | 7        | 9        | 0      | 1      | 4     | 1     | 5   | 3    |
| Civaschi Alessandro   | ?    | ?   | ?    | ?     | ?     | ?         | ?         | ?         | ?         | ?         | ?         | ?           | ?           | ?           | ?        | ?        | ?        | ?      | ?      | ?     | ?     | ?   | ?    |
| Maiocco Federico      | 123  | 22  | 614  | 33    | 29    | 24        | 45        | 53        | 22        | 81        | 27        | 9           | 17          | 53          | 6        | 76       | 82       | 2      | 4      | 20    | 20    | 55  | 166  |
| Martini Matteo        | 270  | 24  | 680  | 53    | 43    | 90        | 189       | 48        | 20        | 76        | 26        | 30          | 46          | 65          | 14       | 65       | 79       | 5      | 4      | 46    | 10    | 54  | 187  |
| Gazineo Luca          | ?    | ?   | ?    | ?     | ?     | ?         | ?         | ?         | ?         | ?         | ?         | ?           | ?           | ?           | ?        | ?        | ?        | ?      | ?      | ?     | ?     | ?   | ?    |
| Biraghi Francesco     | 0    | 4   | 6    | 0     | 0     | 0         | 1         | 0         | 0         | 1         | 0         | 0           | 0           | 0           | 0        | 0        | 0        | 0      | 0      | 0     | 0     | 0   | -2   |
| Toscano Daniele       | ?    | ?   | ?    | ?     | ?     | ?         | ?         | ?         | ?         | ?         | ?         | ?           | ?           | ?           | ?        | ?        | ?        | ?      | ?      | ?     | ?     | ?   | ?    |
| Berra Gabriele        | 7    | 8   | 18   | 6     | 0     | 2         | 3         | 67        | 1         | 2         | 50        | 0           | 0           | 0           | 0        | 1        | 1        | 0      | 0      | 1     | 0     | 1   | 0    |
| Gastoldi Francesco    | 0    | 0   | 0    | 0     | 0     | 0         | 0         | 0         | 0         | 0         | 0         | 0           | 0           | 0           | 0        | 0        | 0        | 0      | 0      | 0     | 0     | 0   | 0    |
| Tosi Paolo            | 0    | 6   | 8    | 0     | 0     | 0         | 0         | 0         | 0         | 1         | 0         | 0           | 0           | 0           | 0        | 2        | 2        | 0      | 0      | 1     | 0     | 1   | 1    |
| Raivio Nikolas Thomas | 555  | 30  | 1037 | 51    | 134   | 161       | 310       | 52        | 50        | 119       | 42        | 83          | 102         | 81          | 35       | 172      | 207      | 1      | 6      | 57    | 32    | 121 | 699  |
| Secco Filippo         | 0    | 0   | 0    | 0     | 0     | 0         | 0         | 0         | 0         | 0         | 0         | 0           | 0           | 0           | 0        | 0        | 0        | 0      | 0      | 0     | 0     | 0   | 0    |
| Panizza Giorgio       | ?    | ?   | ?    | ?     | ?     | ?         | ?         | ?         | ?         | ?         | ?         | ?           | ?           | ?           | ?        | ?        | ?        | ?      | ?      | ?     | ?     | ?   | ?    |
| Mosley William Ralph  | 320  | 29  | 954  | 58    | 85    | 137       | 219       | 63        | 0         | 2         | 0         | 46          | 79          | 58          | 111      | 167      | 278      | 46     | 1      | 30    | 28    | 22  | 573  |
| Pullazi Rei           | 262  | 30  | 650  | 88    | 37    | 47        | 94        | 50        | 46        | 140       | 33        | 30          | 39          | 77          | 45       | 97       | 142      | 4      | 12     | 28    | 14    | 25  | 206  |

#### Nei play-off
| Giocatore             | Pun. | Pr. | Min. | Falli | Falli | Tiri da 2 | Tiri da 2 | Tiri da 2 | Tiri da 3 | Tiri da 3 | Tiri da 3 | Tiri Liberi | Tiri Liberi | Tiri Liberi | Rimbalzi | Rimbalzi | Rimbalzi | Stopp. | Stopp. | Palle | Palle | Ass | Val. |
| Giocatore             | Pun. | Pr. | Min. | C     | S     | R         | T         | %         | R         | T         | %         | R           | T           | %           | O        | D        | T        | D      | S      | P     | R     | Ass | Val. |
| --------------------- | ---- | --- | ---- | ----- | ----- | --------- | --------- | --------- | --------- | --------- | --------- | ----------- | ----------- | ----------- | -------- | -------- | -------- | ------ | ------ | ----- | ----- | --- | ---- |
| Tomasini Simone       | 13   | 3   | 74   | 4     | 3     | 4         | 11        | 36        | 1         | 11        | 9         | 2           | 2           | 100         | 3        | 5        | 8        | 0      | 0      | 2     | 1     | 10  | 12   |
| Zanelli Alessandro    | 63   | 3   | 109  | 7     | 8     | 11        | 14        | 79        | 11        | 27        | 41        | 8           | 8           | 100         | 0        | 11       | 11       | 0      | 1      | 6     | 2     | 14  | 65   |
| Roveda Edoardo        | 0    | 2   | 7    | 1     | 0     | 0         | 0         | 0         | 0         | 0         | 0         | 0           | 0           | 0           | 1        | 0        | 1        | 0      | 0      | 1     | 0     | 2   | 1    |
| Civaschi Alessandro   | ?    | ?   | ?    | ?     | ?     | ?         | ?         | ?         | ?         | ?         | ?         | ?           | ?           | ?           | ?        | ?        | ?        | ?      | ?      | ?     | ?     | ?   | ?    |
| Maiocco Federico      | 6    | 2   | 44   | 9     | 10    | 2         | 4         | 50        | 0         | 5         | 0         | 2           | 4           | 50          | 1        | 6        | 7        | 0      | 0      | 3     | 0     | 2   | 4    |
| Martini Matteo        | ?    | ?   | ?    | ?     | ?     | ?         | ?         | ?         | ?         | ?         | ?         | ?           | ?           | ?           | ?        | ?        | ?        | ?      | ?      | ?     | ?     | ?   | ?    |
| Gazineo Luca          | ?    | ?   | ?    | ?     | ?     | ?         | ?         | ?         | ?         | ?         | ?         | ?           | ?           | ?           | ?        | ?        | ?        | ?      | ?      | ?     | ?     | ?   | ?    |
| Biraghi Francesco     | 0    | 0   | 0    | 0     | 0     | 0         | 0         | 0         | 0         | 0         | 0         | 0           | 0           | 0           | 0        | 0        | 0        | 0      | 0      | 0     | 0     | 0   | 0    |
| Toscano Daniele       | ?    | ?   | ?    | ?     | ?     | ?         | ?         | ?         | ?         | ?         | ?         | ?           | ?           | ?           | ?        | ?        | ?        | ?      | ?      | ?     | ?     | ?   | ?    |
| Berra Gabriele        | 3    | 1   | 6    | 2     | 0     | 0         | 0         | 0         | 1         | 1         | 100       | 0           | 0           | 0           | 0        | 0        | 0        | 0      | 0      | 0     | 0     | 0   | 1    |
| Gastoldi Francesco    | 0    | 0   | 0    | 0     | 0     | 0         | 0         | 0         | 0         | 0         | 0         | 0           | 0           | 0           | 0        | 0        | 0        | 0      | 0      | 0     | 0     | 0   | 0    |
| Tosi Paolo            | 0    | 0   | 0    | 0     | 0     | 0         | 0         | 0         | 0         | 0         | 0         | 0           | 0           | 0           | 0        | 0        | 0        | 0      | 0      | 0     | 0     | 0   | 0    |
| Raivio Nikolas Thomas | 45   | 3   | 100  | 6     | 13    | 13        | 34        | 38        | 4         | 15        | 27        | 7           | 9           | 78          | 2        | 16       | 18       | 0      | 1      | 6     | 1     | 6   | 36   |
| Secco Filippo         | 0    | 0   | 0    | 0     | 0     | 0         | 0         | 0         | 0         | 0         | 0         | 0           | 0           | 0           | 0        | 0        | 0        | 0      | 0      | 0     | 0     | 0   | 0    |
| Panizza Giorgio       | ?    | ?   | ?    | ?     | ?     | ?         | ?         | ?         | ?         | ?         | ?         | ?           | ?           | ?           | ?        | ?        | ?        | ?      | ?      | ?     | ?     | ?   | ?    |
| Mosley William Ralph  | 47   | 3   | 119  | 5     | 7     | 19        | 28        | 68        | 0         | 0         | 0         | 9           | 12          | 75          | 20       | 18       | 38       | 3      | 2      | 5     | 4     | 2   | 77   |
| Pullazi Rei           | 25   | 3   | 67   | 8     | 3     | 7         | 11        | 64        | 3         | 11        | 27        | 2           | 2           | 100         | 7        | 14       | 21       | 0      | 1      | 5     | 1     | 2   | 26   |